# Aprende a vivir
Aprende a vivir es el primer álbum de estudio de la banda de Rock Habitación 23. Fue grabado en los estudios "El Cubo Azul" por Ángel Boronat entre el 21 y el 25 de febrero de 2009. Fue publicado por el mismo el 3 de julio de 2009 en España. No tuvo mucho éxito en el mercado debido a la nula promoción.

## Listado de canciones
| Aprende a vivir |                   |          |  |
| N.º             | Título            | Duración |  |
| 1.              | «No vuelvas»      | 03:57    |  |
| 2.              | «Aprende a vivir» | 04:26    |  |
| 3.              | «Te esperaré»     | 03:33    |  |
| 4.              | «Triste»          | 03:47    |  |
| 5.              | «Canciones»       | 03:37    |  |

- Datos: Q5701701